# Marjori Matzke
Marjori Ann Matzke (* 22. November 1953 in Indiana, USA) ist eine US-amerikanische Molekularbiologin.
Marjori Matzke studierte ab 1971 an der Oklahoma State University mit dem Bachelor-Abschluss 1975 und wurde 1980 an der University of Kansas in Lawrence bei Robert F. Weaver mit einer Dissertation zum Thema Role of host RNA polymerases in the transcription of nuclear polyhedrosis virus promoviert. Als Post-Doktorandin war sie bei Mary-Dell Chilton an der Washington University in St. Louis. Matzke forschte am Institut für Molekularbiologie der Österreichischen Akademie der Wissenschaften in Salzburg und später am Gregor-Mendel-Institut für molekulare Pflanzenbiologie in Wien. Dabei arbeitete sie auch mit ihrem Ehemann Antonius Matzke zusammen. Sie forscht und lehrt an der Academia Sinica in Taipeh. Sie ist Honorarprofessorin an der Universität Wien.
Matzke befasst sich mit Epigenetik, insbesondere anhand Studien an Pflanzen (Arabidopsis thaliana). 2004 entdeckten Antonius und Marjorie Matzke den Chromatin-modellierenden Faktor (DRD1), ein Protein, das durch Öffnung der DNA-Doppelstränge Gen-Silencing (RNA-Interferenz) ermöglicht.
1997 erhielt sie mit Antonius Matzke den Wittgenstein-Preis und 2006 den Kardinal-Innitzer-Preis. 2005 wurde sie als zweite Frau nach der Molekularbiologin Renee Schroeder als wirkliches Mitglied in die mathematisch-naturwissenschaftliche Klasse der Österreichischen Akademie der Wissenschaften aufgenommen, nachdem sie 2001 bereits zum korrespondierenden Mitglied gewählt worden war. Seit 2012 ist sie wieder korrespondierendes Mitglied im Ausland.

## Schriften (Auswahl)
- mit A. Matzke u. a.: Reversible methylation and inactivation of marker genes in sequentially transformed tobacco plants, EMBO Journal, Band 8, 1989, S. 643–649.
- mit A. P. Wolffe: Epigenetics: regulation through repression, Science, Band 286, 1999, S. 481–486
- M. Mette, A. Matzke u. a.: Transcriptional silencing and promoter methylation triggered by double-stranded RNA, EMBO Journal, Band 19, 2000, S. 5194–5201.
- mit A. J. M. Matzke, J. M. Kooter: RNA: guiding gene silencing, Science, Band 293, 2001, S. 1080–1083
- mit W. Aufsatz, A. Matzke u. a.: RNA-directed DNA methylation in Arabidopsis, Proc. Nat. Acad. Sci. USA, Band 99, 2002, S. 16499–16506
- mit A. Matzke: RNAi Extends Its Reach, Science, Band 301, 2003, S. 1060
- mit M. Mette u. a.: Involvement of putative SNF2 chromatin remodeling protein DRD1 in RNA-directed DNA methylation, Current Biology, Band 14, 2004, S. 801–805.
- mit T. Kanno u. a: Atypical RNA polymerase subunits required for RNA-directed DNA methylation, Nat Genet, Band 37, 2005, S. 761–765.
- mit J. A. Birchler: RNAi-mediated pathways in the nucleus, Nature Reviews Genetics, Band 6, 2005, S. 24–35
- mit T. Kanno u. a.: A structural-maintenance-of-chromosomes hinge domain–containing protein is required for RNA-directed DNA methylation, Nat Genet, Band 40, 2008, S. 670–675.
- mit T. Kanno, L. Daxinger, B. Huettel, A. J. M. Matzke: RNA-mediated chromatin-based silencing in plants, Current Opinion in Cell Biology, Band 21, 2009, S. 367–376
- mit R. A. Mosher: RNA-directed DNA methylation: an epigenetic pathway of increasing complexity, Nature Reviews Genetics, Band 15, 2014, S. 394–408
- mit T. Kanno, A. Matzke: RNA-Directed DNA Methylation: The Evolution of a Complex Epigenetic Pathway in Flowering Plants, Ann. Rev. Plant Biol., Band 66, 2015, S. 243–267